# Vakhtang Kebuladze

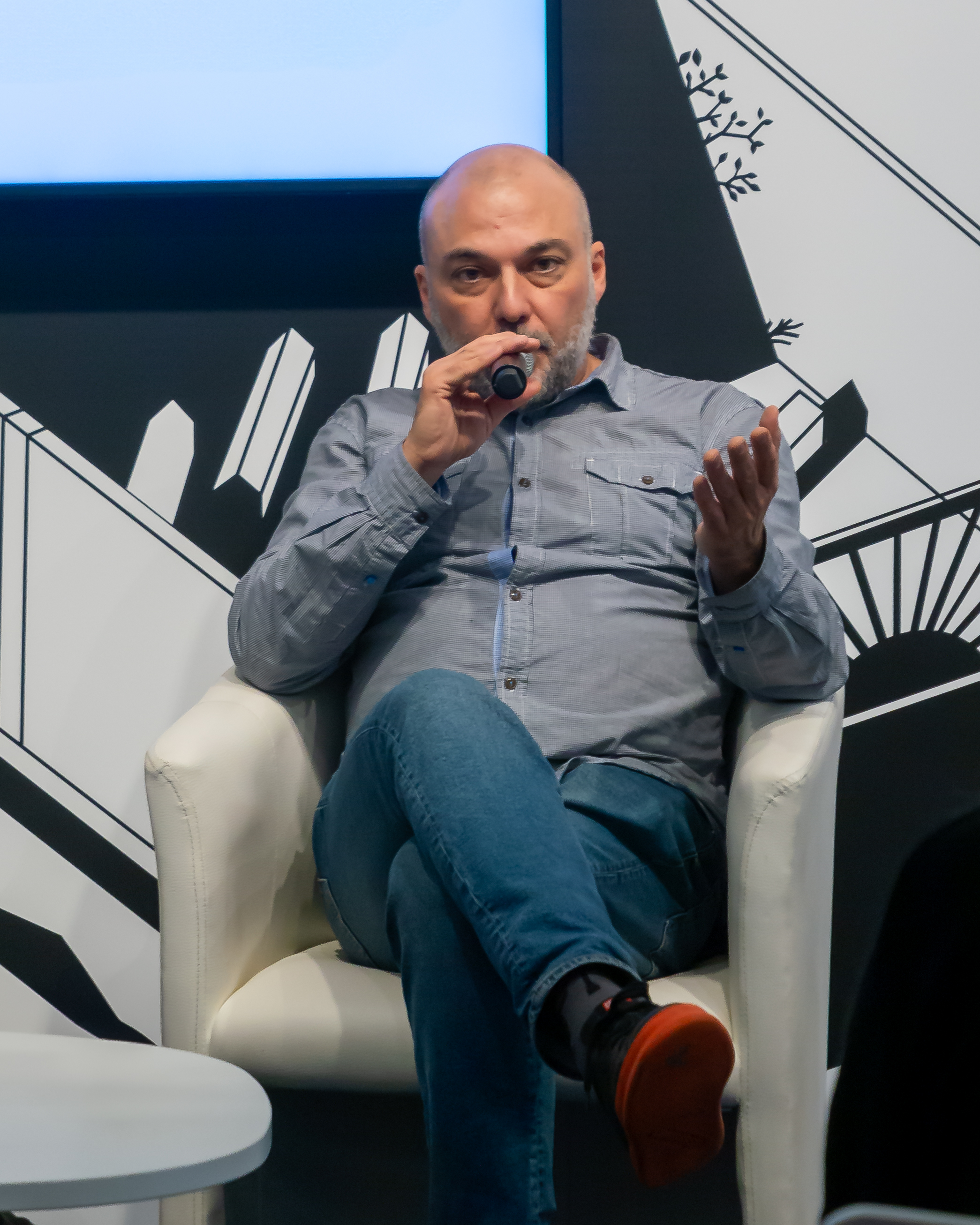
Kebuladze auf der Frankfurter Buchmesse 2024

Vakhtang Ivanovych Kebuladze (georgisch ვახტანგ ქებულაძე, ukrainisch Вахтанг Іванович Кебуладзе, englisch Vakhtang Kebuladze; * 12. Februar 1972 in Kiew) ist ein ukrainischer Philosoph, Publizist, Übersetzer, Spezialist für Phänomenologie.

## Biografie
Vakhtang Kebuladze wurde in Kiew geboren und hat georgische und griechische Wurzeln. 
Bis 1994 studierte er an der Philosophischen Fakultät der Taras-Schewtschenko-Universität Kiew., seine Diplomarbeit über „Kant und die russische Religionsphilosophie“ wurde 1994 publiziert. Anschließend promovierte er 1998 über Edmund Husserl und Alfred Schütz. Von 1998 bis 2000 war er DAAD-Stipendiat an der Universität Konstanz. 2012 verteidigte er seine Habilitation zum Thema „Der Begriff der Erfahrung in der transzendentalen Phänomenologie“, die 2011 in Kiew erschien.
Er ist Professor am Lehrstuhl für Theoretische und Praktische Philosophie an der Taras-Schewtschenko-Universität in Kiew sowie Dozent der Fakultät für Philosophie und Religionswissenschaften an der Nationalen Universität Kiew-Mohyla-Akademie.
Er ist Mitglied des Entwicklungsrates des Mystezkyj Arsenals und von PEN Ukraine.

## Werke (Auswahl)
Deutschsprachige Ausgaben:
- Vakhtang Kebuladze (Hrsg.): Die Zukunft, die wir uns wünschen.Essays aus der Ukraine. Mit Beiträgen von Vakhtang Kebuladze, Kateryna Botanowa, Andrij Kurkow, Taras Ljutyj, Tanja Maljartschuk, Jurko Prochasko, Taras Prochasko, Natalka Sniadanko, Volodymyr Yermolenko, Serhij Zhadan, ibidem-Verlag 2024, ISBN                             978-3-8382-1531-0[7]

Monografien:
- Чарунки долі. Vydavnytstvo Staroho Leva, Lwiw, 2016, ISBN 978-617-679-230-7
- Феноменологія досвіду. Duh i litera, Kyjiw, 2011, ISBN 978-966-378-729-9

Übersetzungen:
- Гусерль Е. Досвід і судження. Дослідження генеалогії логіки. Folio, 2018, ISBN 978-966-03-8041-7
- Шюц. А., Лукман Т. Структури життєсвіту. Ukrajinskyj zentr duchownoji kultury. Kyjiw, 2004, ISBN 966-628-100-7
- Фридрих Ніцше. Ранкова зоря. Думки про моральні пересуди. Tempora, Kyjiw, 2018, ISBN  978-617-569-382-7
- Марія Фюрст, Юрґен Тринкс. Філософія. Duh i Litera, Kyjiw, 2018, ISBN 978-966-378-551-6
- Вальденфельс Б. Топографія Чужого: студії до феноменології Чужого. Kyjiw, 2004, ISBN 966-96471-0-X

Fachartikel:
- Latente Sinnstrukturen in der russischen Geschichte, Philosophie und Literatur, in: Mesotes. Jahrbuch für philosophischen Ost-West-Dialog: Ereignis und Affektivität. Zur Phänomenologie sich bildenden Sinnes. Wien 2006: 150–158.
- Postkoloniale Kritik der imperialen Literatur vom phänomenologischen Standpunkt. Hanna-Barbara Gerl-Falkovitz, René Kaufmann u. Hans Rainer Sepp (Hg.): Europäische Menschenbilder, Thelem Universitätsverlag,  Dresden, 2009, ISBN 393-9-888-508
- Die phänomenologischen Motive der Cartesianischen Meditationen Merab Mamardashvilis. Phänomenologie als Dialog. Der Einfluss des Ideentransfers zwischen Ost und West auf das phänomenologische Denken Europas. Hg. v. Enrico Sperfeld und Pawel Walczak im Auftrag des Instituts für Philosophie der Universität Zielona Góra und des MitOst e.V. Universitätsverlag Zielona Góra, 2009
- Europa als Ziel oder Europa als Antwort? Eine phänomenologische Analyse des Europabegriffs. Über Zivilisation und Differenz. Beiträge zu einer politischen Phänomenologie Europas, Königshausen &Neumann, Würzburg, 2008, ISBN 978-3-8260-3585-2[8]
- Phänomenologie der Öffentlichkeit. Politische Anthropologie der Öffentlichkeit von Hannah Arendt in den Strukturen der alltäglichen Erfahrung von Alfred Schütz und Thomas Luckmann/ Vakhtang Kebuladze. Europe, World and Humanity in the 21st Century: Phenomenological Perspectives, Phainomena, Ljubljana, 2007[9]

Aufsatz zu seinem Werdegang
- Gaining a Motherland, in: Volodymyr Yermolenko (ed.), Ukraine in histories and stories: essays by Ukrainian intellectuals (Stuttgart:ibidem, 2020) (Ukrainian Voices; 4): 169–182.

## Auszeichnungen
- Jurij-Schewelow-Preis der PEN Ukraine für Чарунки долі (2016)